# Міткові витратоміри
Міткові витратоміри — витратоміри, принцип роботи яких базується на виміру часу переміщення якоїсь характерної частини (мітки) потоку на контрольній ділянці шляху.

## Класифікація
Мітка у потоці створюється спеціально певним методом, котрий і обумовлює конструкцію пристрою для створення мітки та детектування проходження нею контрольної ділянки. Мітки бувають:
- радіоактивні:
- фізико-хімічні;
- іонізаційні;
- теплові;
- оптичні;
- електромагнітні;
- ядерно-магнітно-резонансні (ЯМР)

та ін.
Радіоактивні, фізико-хімічні та оптичні методи передбачають уведення в потік сторонніх речовин-індикаторів, в інших випадках мітка створюється дистанційно.
Міткові витратоміри конструктивно можуть виконуватись з одним або двома детекторами. У першому варіанті контрольною відстанню L є відстань від місця введення мітки до детектора, у другому — відстань між детекторами. Швидкість руху мітки розраховується за виразом:
{\displaystyle V={\frac {L}{\Delta \tau }}},
де {\displaystyle \Delta \tau } — час подолання міткою відстані L.

## Використання
Міткові витратоміри — це прилади, переважно, дискретної дії, тому їх використовують для лабораторних та дослідницьких цілей, а також при повірці та градуюванні витратомірів інших типів.

## Метрологічні характеристики
Похибка вимірювання витрати для міткових витратомірів може становити від 0,1...0,2% до 2...3% у залежності від виду мітки, апаратури, що використовується та відповідності швидкості руху мітки до середньої швидкості потоку. 
Довжина контрольної ділянки може становити від декількох міліметрів до декількох кілометрів. Вибір її довжини залежить від фізичної природи мітки (часу її існування), а також, від необхідної точності та швидкодії.